# 楊俊 (仇池)
楊俊（?—360年），氐人，是356年至360年間的仇池首領。
他是上任首領楊國的從父，356年殺楊國自立，成為仇池公，360年去世，子楊世立。
| 前任： 楊國 | 仇池首領 356年—360年 | 繼任： 楊世 |